# 坪田塁
坪田 塁（つぼた るい、1975年12月8日 - ）は、日本の脚本家、演出家、構成作家。日本文化大衆演劇協会アドバイザー。東京都渋谷区出身。

## 略歴
- 1994年、小学校からの幼馴染みであった俳優・タレントのつるの剛士とともに劇団「キティママ社」を旗揚げ。脚本・演出を担当[2][3][4]。
- 2000年にシティボーイズの舞台『ウルトラシオシオハイミナール』の演出助手を担当し、翌2001年の『ラ ハッスル きのこショー』以降演出を担当するようにもなる[3][5]。バラエティ番組の放送作家、テレビドラマの脚本家としても活動[3]。
- 井ノ原快彦の舞台『イノなき』やケイダッシュが手がけるユニット・PureBoysのステージなど、大手芸能事務所のプロダクトワークが多くなり、2008年2月、テレビ番組『クイズ!ヘキサゴンII』から派生した舞台『ヘキサな二人』（制作はケイダッシュステージ）で2002年のキティママ社活動休止以来6年振りにつるの剛士と仕事をする[4]。
- 劇団たいしゅう小説家と業務提携を結び、そこから派生した俳優集団・愛のかたまりの舞台作品の脚本・演出を手掛けるが、翌2010年に離脱。
- 2011年、吉田正樹事務所に所属。
- 2019年、whateverworksを立ち上げる。
- 2022年、日本文化大衆演劇協会アドバイザーに就く。
- 鈴木福、鈴木夢兄妹の母とは中学の同級生

## 作品

### 舞台
- キティママ社
  - good-bye my gloomy days（1994年6月)
  - ラブリー（1995年4月）
  - modern life is rubbish（1995年12月）
  - BEACH BOYS KISS(1996年8月)
  - シャッター、プリーズ（1997年5月）
  - 粉雪、散らつく（1997年12月）
  - ドグマチールかトフラニールかデバスか（1998年4月）
  - それとも靴？（1998年11月）
  - コマーシャルサーカス'99 - POLICE SQUAD（1999年1月）
  - common space（1999年8月）
  - リスナー（2000年11月）
  - どんなアナーニャにもそれなりのマラーニャがいる（2002年1月）
  - A tereco（2014年5月）
  - 劣化コピー（2014年11月）
- シティボーイズ
  - ウルトラシオシオハイミナール（2000年）
  - ラ ハッスル きのこショー（2001年）
  - パパ・センプリチータ（2002年）
  - NOTA 〜恙無き限界ワルツ〜（2003年）
  - だめな人の前をメザシを持って移動中（2004年）
  - 仕事の前にシンナーを吸うな（2017年6月）
- 4,380円 〜空からお金が降った夏の日〜（2001年7月）
- 300％（2003年11月）
- ナンバーエンド廻転ピープル（2004年8月）
- 携帯芝居イノなき（2007年8月）
- ヘキサな二人（2008年2月）
- イタズラなKiss 〜恋の味方の学園伝説〜（2008年11月）
- PureBOYS ACT.2 7Dummy's Blues.（2008年11月）
- K（2009年2月）
- 愛のかたまり（2009年10月）
  - 愛のかたまり -Valentine-（2010年2月）
  - More than this -愛のかたまり-（2010年5月）
  - 愛のかたまり -Summer-（2010年7月）
- キマズゲ -愛の言葉-（2010年4月）
- MONPE（2011年10月）
- cont.
  - fairground（2013年8月)
- レピとクレヨン（2014年9月）
- ASH&D ONE NIGHT MUSIC LIVE（2014年12月）
- モラとリアム（2015年12月）
- 阿佐ヶ谷姉妹単独ライブ
  - 産声〜うぶごえ〜（2016年10月)
  - あなたと私（2017年8月)

- 芦沢ムネト ひとり芝居
  - OLOS（2017年10月）
  - OLOS＃2（2018年5月）
  - OLOS#3（2019年8月）

- 大衆演劇
  - 六代目石川五右衛門（2021年8月）
  - 春告草子（2022年5月）
  - 桜雪（潤色）（2022年6月）
  - 円環か螺旋か（2022年7月）
  - くぐつの絲（2022年8月）
  - 恋の形見（潤色）（2022年10月）
  - 梅吉物語（2022年12月）
  - はんぶんこ（潤色）（2023年1月）
  - ひとひら、朧（2023年1月）
  - Chon-Let’s Episode Zero（2023年2月）
  - 化狐雪夜啼（潤色）（2023年3月）
  - 人間失格（2023年3月）
  - ライジング・サン（2023年5月）
  - Chon-Let’s Live お風呂でチョン烈 －社員旅行編－（2023年5月）
  - 道程（2023年6月）
  - 水滴、石を穿つ（2023年7月）
  - ひとひら、遙（2023年8月）
  - 人間失格 No Longer Human（2023年8月）
  - 大江戸悪漢衆 ～序の譚～（2023年9月）
- 東京スカmuroパラダイス「ウチアゲのオーケストラ」（2022年5月）- 構成

### コンサート
- 東京スカmuroパラダイス「ウチアゲのオーケストラ」（2022年5月）- 演出協力
- 20th Century Live tour 2023 ～僕たち20th Centuryです！～（2023年1月～3月）- ツボタ（構成・演出）

### アニメ
- 直感×アルゴリズム♪
  - 2nd Season（2018年-2019年 ニコニコ生放送、ミグライブ、bilibili、YouTube Live）- 脚本・構成・監督

### ドラマ
- 佐藤四姉妹（2005年、BS-TBS）
- 恋する日曜日（2005年-2007年、BS-TBS）
  - セカンドシーズン「アニー」「君への手紙」「ハロー・グッバイ」
  - 文學の唄「夢十夜」
- ケータイ刑事 銭形雷（2006年、BS-TBS）
- スパイ道（2007年、BS-TBS）
- マッチング・ラブ（2014年、TBS）
- TOKYOストーリーズ
  - キリトリジャンクション（2019年、BSフジ）- 企画も担当

### バラエティ
- 爆笑オンエアバトル（NHK）
- エンタの神様（日本テレビ）
- Kunoichi.TV（2008年、テレビ北海道） - 自ら「演出家」として番組出演もしている
- アンタッチャブル山崎の実録現役サラリーマン言い訳大全（2010年、CSファミリー劇場）
- つるのたび～キャンピングカーで出かけよう！(2017年- 、BSフジ）- ゲスト出演
- 活かす！作家てんごく（2018年 SHOWROOＭ）- 構成・出演

### ラジオ
- 河相我聞 What'sガモン（TBSラジオ）
- エレ片のコント太郎（TBSラジオ）
- 大竹まこと 少年ラジオ（文化放送）
- 大竹まこと ゴールデンラジオ（文化放送）
- FMシアター「気化しない蒸発」（2008年、NHK-FM）

### MV
- ケツメイシ「涙」（2004年、トイズファクトリー）－脚本を担当
- 嵐「マイガール」（2009年、J Storm）－脚本を担当
- 九州男「約束。。feat.HOME MADE 家族」（2009年、日本クラウン） - 脚本を担当
- フラワーカンパニーズ「感情7号線」（2010年、ソニー・ミュージックアソシエイテッドレコーズ）- 脚本を担当

### 作詞
河相我聞
- WILL（1996年、アルバム『Circle Of Friends』）
- ANSWER（同上）
- glory be!（同上）
- LOOK OF LOVE（1997年、5枚目のシングル）
- Super Girl（1997年、アルバム『UPS AND DOWNS』）
- Present（同上）
- TROUBLE MAN（同上）
- Sunny Day Shining Day（同上）
- HERE（同上）

#### 石野卓球
- 擬人化、花（2003年、アルバム『シティボーイズミックスPRESENTS パパ・センプリチータ オリジナルサウンドトラック』）

### その他
- けっこう仮面 ロワイヤル（2006年、オリジナルビデオ）
- けっこう仮面 プレミアム（同上）
- けっこう仮面 フォーエバー（同上）
- 朗読CD「Try Little Love 〜チギレグモノ、ソラノシタ〜」（2010年、commmons） - 演出を担当